# Порту-Сегуру (микрорегион)

Порту-Сегуру на карте.

Порту-Сегуру (порт. Microrregião de Porto Seguro) — микрорегион в Бразилии, входит в штат Баия. Составная часть мезорегиона Юг штата Баия. Население составляет 727 913 человек (на 2010 год). Площадь — 27 700,044 км². Плотность населения — 26,28 чел./км².

## Демография
Согласно сведениям, собранным в ходе переписи 2010 г. Национальным институтом географии и статистики (IBGE), население микрорегиона составляет:						
| Полное население                             | Полное население                             | Полное население                             | Полное население                             | 727 913 |
| -------------------------------------------- | -------------------------------------------- | -------------------------------------------- | -------------------------------------------- | ------- |
| в том числе:                                 | Городское население                          | 573 434                                      | Процент городского населения, %              | 78,78   |
|                                              | Сельское население                           | 154 479                                      | Процент сельского населения, %               | 21,22   |
|                                              | Мужское население                            | 364 932                                      | Процент мужского населения, %                | 50,13   |
|                                              | Женское население                            | 362 981                                      | Процент женского населения, %                | 49,87   |
| Плотность населения, чел/км²                 | Плотность населения, чел/км²                 | Плотность населения, чел/км²                 | Плотность населения, чел/км²                 | 26,28   |
| Население микрорегиона в % к населению штата | Население микрорегиона в % к населению штата | Население микрорегиона в % к населению штата | Население микрорегиона в % к населению штата | 5,19    |

## Статистика
- Валовой внутренний продукт на 2003 год составляет 3 374 342 533,00 реалов (данные: Бразильский институт географии и статистики).
- Валовой внутренний продукт на душу населения на 2003 год составляет 4917,01 реалов (данные: Бразильский институт географии и статистики).
- Индекс развития человеческого потенциала на 2000 год составляет 0,677 (данные: Программа развития ООН).

## Состав микрорегиона
В составе микрорегиона включены следующие муниципалитеты:
1. Алкобаса
2. Каравелас
3. Эунаполис
4. Гуаратинга
5. Ибирапуан
6. Итабела
7. Итажимирин
8. Итамаражу
9. Итаньен
10. Жукурусу
11. Лажедан
12. Медейрус-Нету
13. Мукури
14. Нова-Висоза
15. Порту-Сегуру
16. Праду
17. Санта-Крус-Кабралия
18. Тейшейра-ди-Фрейтас
19. Вереда